# Draba falconeri
Draba falconeri är en korsblommig växtart som beskrevs av Otto Eugen Schulz. Draba falconeri ingår i släktet drabor, och familjen korsblommiga växter. Inga underarter finns listade i Catalogue of Life.